# Дуб Шевченка в селі Мар'янське
Дуб чере́шчатий (Дуб Шевченка в селі Мар'янське) — ботанічна пам'ятка природи місцевого значення в Україні. Розташована в межах Великобагачанського району Полтавської області, в селі Мар'янське. 
Площа 0,02 га. Статус надано згідно з рішенням облвиконкому № 135 від 18.04.1964 року. Перебуває у віданні Михайлівської сільської ради. 
Статус надано для збереження одного екземпляра вікового дуба. Обхват стовбура 4,8 м, висота дерева 25 м, вік близько 400 років. 
2009 року під час сильного вітру від дуба відпала велика гілка. Дерево-пам'ятка потребує лікування.

## Історія
Під дубом Т. Г. Шевченко в жовтні 1845 р. написав поеми «Невольник», «Єретик» та «Стоїть в селі Суботові». Він гостював тут протягом двох місяців в маєтку відставного майора Олександра Лук'яновича, малюючи портрети його родини. 

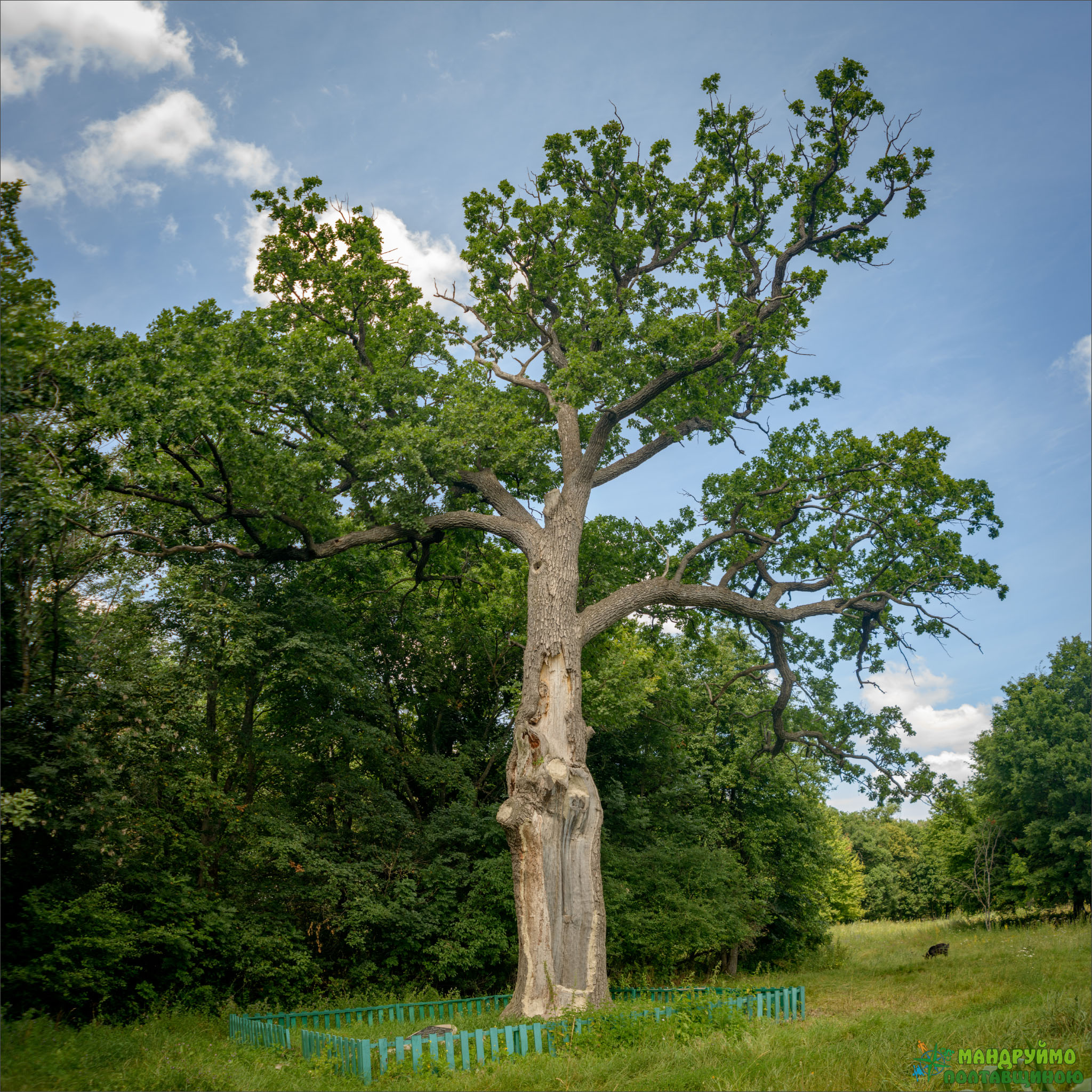
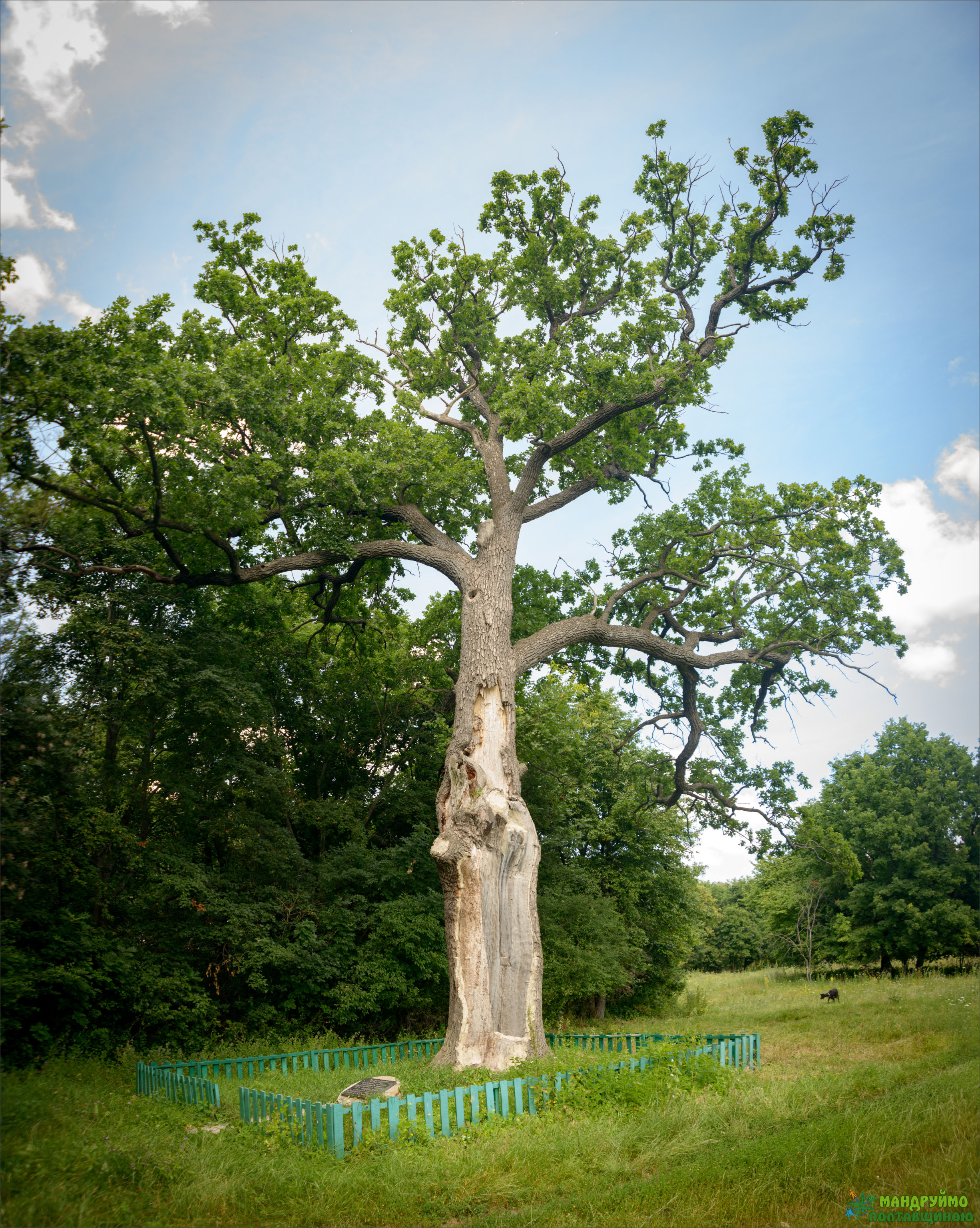
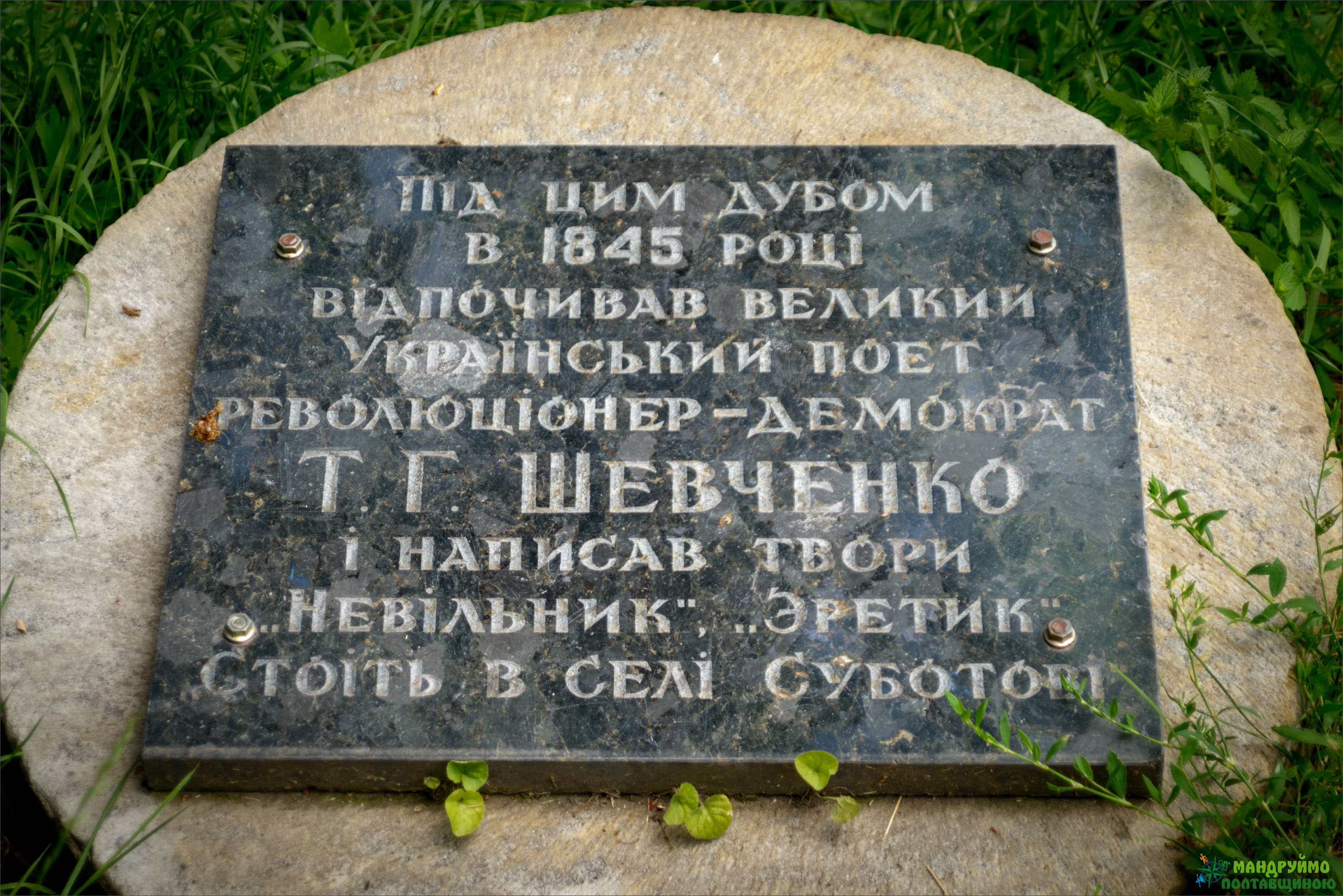